# Hironori Ōtsuka
Otsuka Hironori o Ōtsuka Hironori (大塚博紀, 1 de junio de 1892 en Shimodate, Prefectura de Ibaragi- 29 de enero de 1982) fue un karateca japonés y fundador de la escuela de karate Wadō-ryū. Su padre fue el doctor Tokujiro Otsuka que dirigía una clínica, Hironori fue segundo de los cuatro hijos de Tokujiro.
A los 6  de edad en 1898 empezó a practicar diversas artes marciales junto a uno de sus tíos y a la edad de trece años entró en la escuela del gran maestro Yokiyoshi Tatsusaburo Nakayama, en la que comenzó con su primer aprendizaje de Shindo Yoshin Ryu Jujutsu, uno de los estilos de (lucha) jujutsu más clásicos del Japón. Después aprendió karate Shorin Ryu por varios años con el maestro Gichin Funakoshi, fundador de lo que hoy se conoce como el estilo Shotokan de karate japonés. Tras entrar desacuerdo con el maestro Funakoshi, respecto a los cambios hechos por su hijo Yoshitaka al karate (como la inclusión de patadas altas y la preponderancia de las posiciones bajas). Decidió mantenerse practicando y aprender las diferentes técnicas del karate original de Okinawa, bajo la perspectiva de otros maestros del momento como Kenwa Mabuni de la escuela Shito-Ryu y Choki Motobu, de quien aprendió su estilo de Kumite, además del Kata Naihanchi y entre varias otras técnicas.
A partir de 1977 empezó a escribir su primer libro titulada el nombre de su escuela "Wado Ryu Karate", donde explica y expresa de forma poética sobre la formación de su estilo. El 20 de noviembre de 1981 abdica como Gran Maestro de Karate-Do Wado Ryu y declara a su hijo mayor, Jiro Otsuka, como el 2º Gran Maestro de este estilo, conocido como Hironori Otsuka II, como una herencia tradicional con respecto de continuar con el linaje de la escuela. Después de su fallecimiento en 1982, es hasta la fecha uno de los maestros de karate más recordados, especialmente por aquellos que practican y aplican su estilo.